# Sentinelles (comics)
Pour les articles homonymes, voir Sentinelle.
Ne doit pas être confondu avec le personnage de la sentinelle Kree (Sentry 459) ; voir Sentry (comics).
Les Sentinelles (« The Sentinels » en VO) est le nom d'un groupe de robots de fiction évoluant dans l'univers Marvel de la maison d'édition Marvel Comics. Créées par le scénariste Stan Lee et le dessinateur Jack Kirby, les Sentinelles apparaissent pour la première fois dans le comic book X-Men (vol. 1) #14 en novembre 1965.
Ensemble de robots humanoïdes à la technologie très sophistiquée, les Sentinelles ont été créées par le gouvernement américain pour traquer les mutants de l'univers Marvel, afin de les capturer ou les détruire quand ceux-ci furent considérés comme une menace. De ce fait, l'équipe de super-héros mutants les X-Men se heurte régulièrement à de nouvelles versions de Sentinelles.
Les Sentinelles ont joué un rôle important dans la série animée X-Men, diffusée dans les années 1990 et ont été présentes dans plusieurs jeux vidéo sur les X-Men. Elles figurent également en bonne place dans le film X-Men: Days of Future Past (2014), tandis que des versions simulées ont fait de brèves apparitions dans les films X-Men : L'Affrontement final (2006) et X-Men: Apocalypse (2016).
Le site web IGN a classé les Sentinelles à la 38e place de sa liste des « Top 100 Comic Book Villains ».

## Historique de la publication

### Origines
Les Sentinelles apparaissent pour la première fois dans X-Men volume 1 #14 en novembre 1965. C'est le début de l'arc Among Us Stalk The Sentinels!.
À l'origine, le groupe des Sentinelles est créé par le docteur Bolivar Trask, un savant américain qui imagine des robots intelligents armés pour préserver l'humanité de ce qu'il considère comme un danger croissant : la race mutante. Trask les conçoit dans un laboratoire secret situé à New York. Le scientifique tient alors une conférence de presse pour dénoncer la race mutant comme une menace à l’humanité qui doit être écrasée. Xavier horrifié pense que cela provoquera une hystérie anti-mutant et appelle la chaîne de télévision nationale pour organiser un débat télévisé entre lui et Trask sur la prétendue menace des mutants.
Au cours du débat télévisé avec le Professeur Xavier, il révèle l'existence de ses nouveaux exécuteurs robots :les Sentinelles et les active. Bolivar offre au public un moyen de défense contre la prétendue menace mutante en démontrant sa nouvelle invention à Xavier (sans savoir que Xavier est lui-même un mutant).
Révélant qu’il a une armée de ces robots à ses ordres, Trask commence à commander la Sentinelle #1. Cependant, les choses prennent une tournure inattendue lorsque le robot se tourne soudainement sur Trask, l’éblouissant avec un rayon de faisceau et déclarant les Sentinelles comme supérieures à l’humanité. Peu après, les Sentinelles capturent Xavier et Trask pour attirer l'équipe des X-Men dans un piège, les robots ayant décidé que la meilleure manière pour eux d'atteindre leur objectif (sauver l'humanité et détruire les mutants) est de prendre le pouvoir. Les Sentinelles attendant d’autres ordres permettent au Professeur X d’envoyer une convocation mentale à ses X-Men pour demander de l’aide.
Scott, ayant entendu la convocation du professeur, se précipite dans le studio et vient à son aide contre la dernière Sentinelle présente. Cependant, avant que Cyclope ne puisse s’en occuper, la Sentinelle se désactive soudainement et tombe. Commandant mentalement afin de ne pas révéler son secret d’être un mutant et le chef des X-Men, Xavier ordonne à Cyclope d'ammener les gens hors du studio pour qu’ils puissent examiner la Sentinelle et découvrir ce qui l’a désactivée.
Les autres Sentinelles, pendant ce temps, se sont échappés avec Trask comme prisonnier. Alors que le professeur est capable de sonder mentalement l’esprit de la Sentinelle désactivée, il apprend l'emplacement de base secrète des Sentinelles et pousse les X-Men à sauver Trask de ses inventions rebelles. 
Bolivar Trask dénonce les plans des Sentinelles pour prendre le contrôle de l’humanité afin de la protéger de la menace mutante. Les Sentinelles emmènent Trask à leur créateur, la machine qu’il a inventée pour créer ses Sentinelles : l’énorme Moule Initial (Master Mold en V.O). Dans sa base de New-York, celui-ci exige que Trask lui prête allégeance, ou il utilisera la cache d’armes avec laquelle Trask les a armés pour détruire la moitié des États-Unis. Quand Trask dit au robot géant que les X-Men vont l’arrêter, il se réjouit presque de dire à Trask qu’il va examiner les mutants capturés et vaincre les autres. 
En effet, X-Men ont été vaincus et capturés par les Sentinelles, laissant le Professeur X seul membre du groupe non capturé. Après avoir récupéré de sa tentative ratée d’arrêter le Moule Initial avec ses pouvoirs mentaux, Xavier voit la base Sentinelle se rétracter dans le sol. Les Sentinelles se préparent à tuer les X-Men quand ils s’effondrent soudainement. Parce qu’à ce moment précis, le professeur X et les autorités sont arrivés dans trois hélicoptères transportant un cristal géant.
À l’intérieur, les X-Men sont ranimés et alertés par télépathie par le professeur des faiblesses des sentinelles. Se précipitant vers le Moule Initial, les X-Men sont surpris lorsque les lumières commencent à s’éteindre alors qu’une machine géante sous leurs pieds commence à fonctionner, faisant sauter des fusibles partout dans le complexe. Ceci est dû au fait que Trask a commencé les opérations qui permettent au Moule Initial de créer de nouvelles Sentinelles. Le Moule Initial exploite une puissante énergie électrique, la canalisant dans un appareil qui construira huit nouveaux et plus puissants robots Sentinelles.
Réalisant qu’avec assez de puissance, Le Moule Initial peut continuer à produire des Sentinelles pour toujours et dominer toute l’humanité, Trask décide finalement qu’il ne peut pas permettre une telle chose, peu importe le coût. Trask réalise son erreur, il sabote la base des Sentinelles pour détruire le Moule Initial (en). Trask fracasse une machine vitale dans le laboratoire provoquant une explosion massive. Il réussit son coup mais périt dans l'explosion de la base. Les X-Men parviennent à échapper à la destruction avec l’aide des pouvoirs télékinétiques de Marvel Girl, complètement inconscients que Trask avait appris les erreurs et qu’il s’était sacrifié pour sauver l’humanité de la domination des Sentinelles.

### SentinellesMark II
Larry Trask, le fils de Bolivar, réactive les Sentinelles après sa mort. Larry a développé des Sentinelles plus avancées, certaines selon ses propres conceptions et d’autres en utilisant les conceptions de son père comme base (le 'leader' des Sentinelles Mk II, Number Two, a été construit à partir des conceptions de Bolivar). La principale amélioration de Larry a été l’ajout d’une technologie qui a permis aux Sentinelles de s’adapter physiquement à n’importe quel mutant. Il s'aperçoit que le médaillon que lui avait donné son père empêche les robots de le détecter en tant que mutant (ce qu'il est effectivement). Les Sentinelles « Mark II » sont ensuite réduites en cendres lorsque le X-Man Cyclope les dupe en les persuadant d'aller détruire le Soleil, leur faisant croire que celui-ci serait l'élément à l'origine de l'essor des pouvoirs mutants.

### SentinellesMark III
Après la mort de Lawrence Trask, la propriété des plans pour les Sentinelles est tombée au gouvernement des États-Unis. Le Dr Steven Lang (en) est devenu le chef d’une recherche fédérale – Projet : Armageddon – sur les mutants, en essayant de découvrir comment les mutations pourraient fournir des pouvoirs surhumains. Cependant, à l’insu de ses employeurs, Lang était un fanatique anti-mutant qui a utilisé sa position pour obtenir accès aux notes et dessins de Larry Trask et Bolivar Trask.  
Des attaques surprises contre les X-Men alors qu’ils célébraient Noël à Manhattan et contre le professeur X pendant ses vacances aux Bahamas ont conduit à leur capture. Enfermés dans des « atmo-sphères », les mutants assemblés ont été transportés sur la station spatiale du projet Armageddon pour analyse et exécution par Lang et ses disciples. 
Les Sentinelles Mk III étaient malheureusement inférieures aux précédentes parce que Lang ne travaillait qu’avec des notes incomplètes des Trasks et parce que le secret de ses activités l’empêchait d’embaucher suffisamment d’experts. Il les a aussi rendus moins intelligents que les précédentes Sentinelles pour arrêter toute rébellion possible. En particulier, Lang a construit des sentinelles qui ressemblaient aux X-Men originaux, connues sous le nom de X-Sentinelles. Les X-Sentinelles ont tellement confondu les nouveaux X-Men qu’ils se sont fait battre, mais Wolverine a découvert que ces imposteurs n’étaient pas humains et a déchiqueté le sosie de Jean Grey, exposant leur vraie nature.
Les Sentinelles de Lang et la station spatiale ont été détruites dans une bataille contre les X-Men. Lang a été lobotomisé pendant la bataille, mais il avait fait une sauvegarde de ses schémas mentaux qui ont servi de base à l’esprit du Moule Initial et de ses autres Sentinelles. Ainsi, le Moule Initial a soudainement cru qu'il était Lang lui-même.
Survivant à l’explosion, le Moule Initial a construit une nouvelle base sur un astéroïde voisin et est ensuite allé sur Terre pour capturer Angel et Iceberg. Le Moule Initial a également, accidentellement, capturé Hulk. Les trois héros ont réussi à échapper à leur prison et Hulk a gravement endommagé le Moule Initial. Il a essayé de faire sauter la station pour détruire les mutants, mais les mutants et Hulk ont réussi à s’échapper. 

### SentinellesMark IV, V et VI
Après que la deuxième Confrérie des Mauvais Mutants de Mystique ait tenté d’assassiner le sénateur Robert Kelly alors qu’il effectuait une recherche publique sur la menace possible des êtres surhumains et des mutants, le cabinet du président a autorisé le projet secret et illégal Wideawake à rechercher et, si nécessaire, capturer tout mutant surhumain que la direction du projet pourrait considérer comme une menace à la sécurité nationale. Le chef du projet était Henry Gyrich, qui ne répondait qu’au président, associé avec le sénateur Kelly lui-même comme consultant spécial.
Le gouvernement a contacté le magnat industriel Sebastian Shaw, ignorant que Shaw était lui-même un mutant, pour construire la nouvelle lignée de Sentinelles. Les Industries Shaw sont autorisées par le gouvernement à construire des sentinelles top-secrètes pour être utilisées dans le projet Awakening.
Shaw a produit trois modèles : les Sentinelles Mark IV, Sentinelles Mark V et Sentinelles Mark VI. Aucun de ces modèles ne s’est avéré aussi réussies que les Sentinelles Mark II et Mark III. Les modèles ont été constamment modifiés et améliorés. Shaw utilisait secrètement les Sentinelles pour attaquer ses propres ennemis, les X-Men, mais le gouvernement n’en était pas conscient.

### Nimrod
Nimrod est une Sentinelle très avancé, venue d’un futur alternatif sombre. Nimrod est connu pour son pouvoir redoutable, sa poursuite implacable des mutants et son incursion temporelle avec les X-Men. Dans le futur alternatif de la Terre-811 de Days of Future Past, les Sentinelles contrôlaient l’Amérique du Nord et Nimrod fut construit comme un prototype de sentinelle avancée. Au cours d’une mission, Nimrod a tué Kate Pryde alors qu’il poursuivait Rachel Summers, qui s’est échappée dans le passé. Nimrod a essayé de suivre Rachel dans le flux temporel, mais il a raté sa destination d’une vingtaine d’années, arrivant finalement sur la Terre-61029.
Sur la Terre-61029, Nimrod a cherché le Créateur (un Forge alternatif) au Texas, et tué sa femme Tornade, tenant leur fille Orora Monroe en otage pour forcer le Créateur à créer une machine à remonter le temps. Endommagé pendant le voyage, Nimrod est arrivé inactivé. Il a été récupéré et utilisé par les purificateurs de William Stryker, Giroflée (Laurie Collins) et Dust (Sooraya Qadir) étant l’objectif principal de Stryker, car il avait été informé par la mémoire de Nimrod que les deux filles seraient fondamentales dans la destruction de son armée. Nimrod a fini par se réactiver et rencontrer les New X-Men post House of M où mutants ont été décimés. Il a retrouvé Forge au Texas peu après et, menaçant de tuer Tornade, l'a forcé à réparer sa machine temporelle, puis après un combat perdu contre les New X-Men, il s'est retrouvé dans un vide temporel et est retourné dans le passé. À New York, Nimrod a pris l’identité de Nicholas Hunter, combattant contre le Fléau et gagnant la reconnaissance du public en tant que héros. Il a combattu les X-Men et le cercle intérieur du club des Damnés avant de fusionner avec le Moule Initial dans le siège du périlpour devenir Bastion. 
Avant de se transformer en Bastion, Nimrod a créé un programme conscient de lui-même pour assurer sa survie. Dans un laboratoire militaire de recherche top-secret, le camp Hayden au Kentucky, il affronte l'équipe X-Force de Cable avant de se désactiver en raison de préoccupations éthiques. Cable conserve son unité centrale alors que son enveloppe est gardée par l'équipe de recherche militaire. Les purificateurs de Matthew Risman ont fait revivre l'enveloppe originale de Nimrod et l’ont fusionnée avec la tête de Bastion, ce qui a conduit à des confrontations avec Hope Summers et les X-Men. Finalement, Bastion a été détruit par Hope. Les restes de Nimrod ont été conservés dans l’installation de la caverne X, identifiés comme étant la version 32.1 avec une faible possibilité d’activation future. Un aperçu du futur de la Terre-13044 a révélé les nouvelles unités Nimrod construites par Tony Stark,.

### Sentinel (2003-2004)
En 2000, une série est consacrée aux Sentinelles. Elle suit les aventures d'un garçon nommé Juston Seyfert qui découvre et reprogramme une Sentinelle Mark VI. Il peut alors l'utiliser à la fois pour faire le bien et pour son propre intérêt. La série s'arrête après douze numéros.

### Sentinelles Mark IX
Créé par Kade Kilgore comme prototype du MK X Sentinel. Utilisé pour aider à combler le fossé entre les factions de Wolverine et de Cyclope. 

### Sentinelles Mark X
Une valise pliable à l’échelle humaine conçue vraisemblablement par Maximilian Frankenstein. 

### Sentinelles Mark XI
Un modèle tout-terrain transformable « pour meurtre par terre, air ou mer », vraisemblablement conçu par Maximilian Frankenstein. 

### Sentinelles Mark XII
Des Sentinelles Nanobots, vendues en paquets de cinq milliers, probablement conçus par Maximilian Frankenstein. Ils sont faits de métal et armés d’un laser. 

### Sentinelles Mark XIII
Une Sentinelle inspirée du Tri-Sentinel, à trois têtes, six bras, alimenté par un réacteur nucléaire miniaturisé, vraisemblablement conçu par Maximilian Frankenstein. 

### Héritage
Par la suite, plusieurs générations de Sentinelles se succèdent, créées par d'autres personnes mais dans un but identique à celui de Trask.
Elles sont mises à contribution lors de la série Opération Tolérance Zéro.
Des nouvelles Sentinelles issues d'un programme expérimental apparaissent dans les épisodes des New X-Men scénarisés par Grant Morrison. Un Moule Initial (en) conçu pour s'adapter à l'environnement et créer des Sentinelles à partir des technologies disponibles dans la zone d'essai est bâti en Équateur. Tombé dans l'oubli, il est redécouvert par Cassandra Nova qui utilise l'ADN d'un neveu de Bolivar Trask pour en prendre le contrôle. Elle lance alors une attaque dévastatrice sur Genosha, avant d'utiliser des Sentinelles microscopiques pour infecter les X-Men, qui guériront grâce à Xorn.
En 2006, à la suite du crossover House of M, les Sentinelles traditionnelles font leur grand retour dans la série Sentinel Squad O.N.E., à cette différence près qu'elles sont désormais pilotées par des humains, sous la supervision de James Rhodes.

## Caractéristiques
Les Sentinelles sont des robots géants à l'apparence humanoïde (possédant un corps avec deux bras, deux jambes et une tête), mais recouverts de métal. Conçus pour pallier les super-pouvoirs de leurs adversaires mutants qu'ils chassent, les robots Sentinelles disposent de nombreuses armes, cachées à l'intérieur de leur corps.
Plusieurs groupes de Sentinelles ont été créés et dirigés par une Sentinelle principale, unique et massive, nommée le Moule Initial (en) (« Master Mold » en VO).
Ayant été conçues à l'origine pour chasser les mutants, les Sentinelles sont habituellement employées comme des super-vilains ou comme des outils utilisés par d'autres méchants. Alors que beaucoup d'entre elles sont capables de pensées tactiques, seule une poignée est consciente d'exister.
Les Sentinelles sont technologiquement très avancées, et ont présenté au fil de leur apparitions une grande variété de capacités.
- Les Sentinelles sont toutes armées, principalement avec des dispositifs qui émettent des rafales d'énergie (notamment via les mains) et divers dispositifs de capture.
- Elles peuvent voler dans les airs grâce à des réacteurs installés dans leurs bottes (boot-jets)
- Elles peuvent détecter des mutants à une très grande distance, grâce à leurs systèmes électroniques et capteurs internes.
- Elles possèdent une grande force physique, et leurs corps sont très résistants aux dommages. Leur enveloppe extérieure est souvent composée d'un acier nommé « omnium » (un alliage fictif d'acier très solide).
- Certaines Sentinelles sont capables de modifier leur forme physique, ou de se réassembler et se réactiver après avoir été détruites (comme Nemrod / Bastion).
- Certaines variantes possèdent la capacité d'apprendre de leur expérience, ce qui leur permet de développer et améliorer leurs capacités défensives pendant un engagement avec un ennemi. Les plus sophistiquées d'entre-elles ont la capacité de s'adapter aux attaques des mutants, pouvant alors neutraliser les super-pouvoirs de leurs adversaires pour les capturer.

Les « X-Sentinelles » créés par Steven Lang (en) pouvaient imiter l'apparence et les pouvoirs des membres initiaux des X-Men.
Certaines Sentinelles sont également équipées d'une boucle logique (informatique) discrète, dans le cas où elles devraient être perverties pour les convaincre qu'elles sont elles-mêmes des mutants (comme démontré avec la Tri-sentinelle).

## Versions alternatives
- En 1981, dans l'histoire Days of Future Past (« Futur antérieur » en VF) publiée dans Uncanny X-Men # 141-142, les Sentinelles d'une réalité alternative prennent le pouvoir aux États-Unis (en 2013), à la suite de l’assassinat du sénateur Robert Kelly (en). Ces Sentinelles Omega sont beaucoup plus puissantes que les précédentes et parviennent à tuer un grand nombre de mutants, mais traquent et détruisent également les super-héros ou les super-vilains non mutants qui leur résistent. Les survivants sont enfermés dans un camp ressemblant aux camps de concentration et leurs pouvoirs sont neutralisés. Kitty Pride est alors envoyée dans le passé en 1981 (dans la réalité standard de l'univers Marvel) afin de prévenir ses coéquipiers X-Men et empêcher l'assassinat du sénateur Kelly.
- Nemrod, la plus puissante des Sentinelles dans un futur alternatif de l’univers Marvel, poursuit Rachel Summers, partie elle aussi dans le passé. Nemrod s'allie alors au Moule Initial (en) (Master Mold) du présent, les deux fusionnant en une entité nommée Bastion.
- Dans la série Et si (What If?) qui propose des histoires alternatives des personnages de l’univers Marvel, le frère de Rocket, Josh (qui devient plus tard Icare), trouve et adopte une Sentinelle.
- Dans la série Morlocks, la communauté des mutants Morlocks vit dans une ville où les Sentinelles traquent et tuent tout mutant qui y met les pieds. Bien que cette série soit censée se passer dans la continuité de l'univers Marvel, cela semble une incohérence. La X-Woman Malicia (« Rogue » en version originale) parvient à en venir à bout après avoir absorbé la totalité des pouvoirs de ses coéquipiers X-Men.

## Apparitions dans d'autres médias

### Cinéma
Les Sentinelles étaient prévues dans la seconde adaptation au cinéma des X-Men, le film X-Men 2 (2003) réalisé par Bryan Singer mais ne furent finalement pas retenues. Quelques scènes en projet figurent tout de même sur le DVD du film. Ces Sentinelles devaient être d'une taille comparable à celle d'un humain et devaient pouvoir se transformer en sphère.
Elles font une courte apparition dans la troisième adaptation de Brett Ratner, X-Men : L'Affrontement final (2006), lors de la toute première scène du film qui prend place dans la Salle des dangers. C'est lorsque Wolverine décapite son ennemi que l'on comprend que les X-Men combattent une Sentinelle, sous sa forme caractéristique de robot gigantesque.
Les Sentinelles tiennent finalement une place prépondérante dans le film X-Men: Days of Future Past (2014) de Bryan Singer. En 2023, elles ont réussi à éradiquer la quasi-totalité des mutants, mais également des humains puisqu'elles éliminent également ceux qui, d'après leur patrimoine génétique, sont susceptibles d'engendrer des mutants sur une ou deux générations. Ces Sentinelles ressemblent plus à des robots d'une taille avoisinant les trois mètres de haut et sont dotés de capacités physiques très importantes ; elles possèdent également une sorte de rayon « oculaire » de nature inconnue (sûrement thermique), mais leur vraie force réside autre part. En effet, elles ont été conçues à partir de l'ADN de Mystique, de ce fait leur corps est recouvert de minuscules plaques rectangulaires (malgré leur nature métallique, Magneto ne semble avoir aucune influence dessus) qui tiennent le rôle des écailles de la mutante métamorphe. Cependant, leur pouvoir est plus semblable à celui de Darwin puisque, comme lui, elles s'adaptent aux mutants et aux pouvoirs auxquelles elles font face. Ces Sentinelles ressemblent donc plus à des organismes synthéto-organiques autonomes et sûrement équipés d'intelligence artificielle.
Dans ce même film, on peut également faire la connaissance de la première génération de Sentinelles, développée durant les années 1970 par Bolivar Trask. Elles sont très similaires à leurs homologues du comics, puisqu'il s'agit ici de grands robots violets équipés de mitraillettes et d'un radar capable de détecter les mutants. Elles sont constituées de plastique afin d'éviter que Magnéto ne puisse en prendre le contrôle.

### Télévision
Les Sentinelles sont présentes dans plusieurs épisodes de la série télévisée d'animation X-Men, notamment pour l'adaptation de l'histoire originale mettant en scène Bolivar Trask.
Dans la série The Gifted, le Sentinel Services est une agence gouvernementale du département de la Défense des États-Unis dont le but unique est la protection de la nation contre les menaces mutantes. S’il n’est pas illégal d’être un mutant, il est illégal de le cacher au gouvernement, d'où la nécessité d'un test du « gène X » mené par le Sentinel Services pour déterminer si un individu donné est porteur du gène. Utiliser une capacité mutante en public équivaut à utiliser une arme mortelle et peut se traduire par l’incarcération.
L'agent Jace Turner s'allie au Dr Roderick Campbell de Trask Industries et forment une alliance dans leur chasse des mutants souterrains.

### Jeux vidéo
Les Sentinelles sont présentes aussi dans plusieurs jeux vidéo de la franchise X-Men, notamment X-Men Legends où elles sont les adversaires principaux, X-Men: Children of the Atom et Marvel vs. Capcom 2: New Age of Heroes, dans lequel une version rapetissée d'une Sentinelle peut être utilisée pour jouer.
Dans la plupart des jeux vidéo, les Sentinelles ont la taille d'un humain et ne sont pas ces immenses robots caractéristiques des comics Marvel.

## Homonymie dans l'univers Marvel: la sentinelle Kree
La race extraterrestre des Kree utilise aussi des robots appelés « Sentinelles ». Les Quatre Fantastiques, alors en vacances sur une île déserte, font face à une sentinelle Kree et réussissent à en venir à bout. Cela attire sur eux la vindicte de l'Intelligence suprême (en) Kree qui envoie Ronan l'Accusateur pour les juger et les exécuter.